# Ben Barnes
Benjamin Thomas Barnes (Londres, 20 d'agost, 1981), conegut com a Ben Barnes, és un actor, cantant i model britànic. És conegut per personificar al príncep Caspian a Les Cròniques de Nàrnia: el príncep Caspian i Les cròniques de Narnia: la travessia del Viatger de l'Alba, i per actuar en sèries com Westworld, The Punisher, Sons of Liberty o Shadow and Bone.
També va interpretar Tom Ward a la pel·lícula de fantasia Seventh Son, Dorian Gray a Dorian Gray i va tenir papers secundaris a El lladre de paraules i La gran boda.

## Primers anys
Barnes va néixer a Londres (Anglaterra). El seu pare, el professor Thomas Barnes, és psiquiatre i la seva mare, Tricia, psicoterapeuta. Va estudiar a la King's College School, on va ser contemporani de l'actor Khalid Abdalla i del comediant Tom Basden. Va assistir a la Universitat de Kingston on va estudiar drama i literatura anglesa.

## Carrera
La carrera de Barnes va començar al teatre musical, debutant als quinze anys al West End en una adaptació musical de Bugsy Malone. L'any 2004, Ben Barnes va pertànyer, juntament amb tres companys, a una boy band anomenada Hyrise, amb la qual es va presentar al programa britànic de la BBC Making Your Mind Up, que servia per triar el representant del Regne Unit al Festival de Eurovisió d'aquell any, amb la cançó Leading Me On. La banda fins i tot va arribar a llançar la cançó com un senzill. Hyrise va ocupar el segon lloc al concurs darrere de James Fox, que va cantar Hold Onto Our Love, amb la qual va acudir al certamen a Turquia. L'agrupació es va dissoldre poc després.
El 2006, Ben va aparèixer al vídeo musical de la cançó Sofa Song de The Kooks. Aquell mateix any va començar a treballar com a actor de televisió. El seu debut cinematogràfic va ser com el jove Dunstan Thorn al film de 2007 Stardust. També va actuar a la pel·lícula Bigga Than Ben, dirigida per Suzie Halewood i estrenada a l'agost de 2008.

Al febrer de 2007, es va anunciar que Barnes interpretaria el príncep Caspian al film Les Cròniques de Narnia: El Príncep Caspian, dirigit per Andrew Adamson. Adamson va dir que la pel·lícula narra una 
| « | "història de transició d'adolescència a maduresa i de pèrdua de la innocència, amb Caspian sent inicialment ingenu, després tramant venjança i finalment abandonant els seus desitjos de venjança." | » |

 Mentre la majoria dels lectors d'El príncep Caspian imaginaven Caspian com un nen, un passatge en la novel·la esmenta que la seva edat és similar a la de Peter Pevensie, per la qual cosa es va buscar un actor més gran, similar a William Moseley. Barnes havia llegit la novel·la quan era un nen, per la qual cosa esperava no decebre els fanàtics de la saga. Va ser triat per al paper dues setmanes i mitja després de reunir-se amb els productors de la pel·lícula. Barnes va passar dues setmanes a Nova Zelanda practicant com cavalcar i entrenant acrobàcies. Barnes va basar el seu accent espanyol en l'actuació de Mandy Patinkin com Inigo Montoya a La princesa promesa. Quan va ser elegit per interpretar Caspian, Barnes es trobava de gira amb la producció del Royal National Theatre The History Boys; el productor Mark Johnson va fer broma dient que Barnes "probablement no era l'actor favorit del National Theatre per ara", ja que Barnes va abandonar Anglaterra sense comunicar-ho al teatre.
El 2008, Barnes va interpretar John Whittaker a Una família amb classe. També va formar part del repartiment de Dorian Gray, una adaptació de la novel·la d'Oscar Wilde El retrat de Dorian Gray, la qual va ser dirigida per Oliver Parker i va ser estrenada el 2009.
Barnes va interpretar de nou Caspian (aquesta vegada com el rei Caspian) en el tercer lliurament de Les Cròniques de Narnia, La travessia del Viatger de l'Alba, la qual va ser estrenada al desembre de 2010.
El 2011 va participar en Killing Bono, on interpreta Neil McCormick, un jove que somia tenir una banda musical, encara que per això haurà de lluitar amb l'ombra de la fama de Bono, el seu company de la infància.
Entre 2017 i 2019 va participar en la sèrie de Netflix The Punisher interpretant Puzzle.
A l'abril de 2021 va començar a treballar en la sèrie de Shadow and Bone (sèrie de televisió), una adaptació de Netflix basada en els llibres de Leigh Bardugo. En aquesta sèrie, Barnes interpreta "El general Kirigan", (conegut als llibres com "the darkling o el fosc").